# Vanessa Morganová
Vanessa Morganová, rodným jménem Vanessa Morgan Mziray, (* 23. března 1992 Ottawa, Ontario) je kanadská herečka. Zahrála si např. ve filmech Moje chůva upírka, Pako mých snů, Válka blogerek či Pimp. Aktuálně účinkuje v seriálu Riverdale, kde hraje Toni Topaz.

## Mládí
Vanessa Morgan se narodila v Ottawě. Její matka pochází ze Skotska a její otec z východní Afriky. Vanessa vyhrála Junior Miss America 1999. Chodila na střední školu Colonel By Secondary School v Ottawě, kde v roce 2010 studium dokončila. Dále studovala filosofii na Královnině Universitě.

## Kariéra

### Herectví
Vanessa Morgan debutovala ve filmu A Diva's Christmas Carol v roce 2000. V roce 2007 ji proslavila její role Amandy Pierce v seriálu The Last Buzz, a také nazpívání úvodní písně. V roce 2010 si zahrála ve filmu Frankie and Alice. Také hrála Marion Hawthorneovou v roce 2010 ve filmu Harriet špion: Válka blogerek. Další rok si Vanessa zahrála ve filmu Moje chůva upírka. Vanessa se také objevila v roce 2011 v komediálním seriálu Farma Rak, kde měla opakující se roli. Vanessa pak byla obsazena do opakující se role Toni Topaz v dramatické sérii Riverdale. 2. května 2018 bylo oznámeno, že si Vanessa zahraje i ve třetí sérii úspěšného seriálu.

### Ostatní
Vanessa také soutěžila v první sérii reality soutěže The Amazing Race Canada se svou sestrou. Umístily se na třetím místě.

## Osobní život
V červenci roku 2019 se zasnoubila s profesionálním baseballovým hráčem Michaelem Kopechem. Dvojice se vzala 4. ledna 2020. V červenci oznámila, že je těhotná a budou mít chlapce. Několik dní na to vyšlo najevo, že její manžel již v červnu požádal o rozvod.
V lednu 2021 přivítali na svět svého prvního syna. Dostal jméno River Dante.

## Filmografie

### Film
| Rok  | Název             | Role           | Poznámky            |
| ---- | ----------------- | -------------- | ------------------- |
| 2010 | Frankie & Alice   | 16letá Frankie |                     |
| 2011 | Pako mých snů     | Hannah Mornell |                     |
| 2014 | The Night Session | Brittany       | krátkometrážní film |
| 2018 | Pimp              | Destiny        |                     |

### Televize
| Rok       | Název                    | Role                                   | Poznámky                                              |
| --------- | ------------------------ | -------------------------------------- | ----------------------------------------------------- |
| 2000      | A Diva's Christmas Carol | malá Ebony                             | TV film                                               |
| 2007–2010 | The Latest Buzz          | Amanda Pierce                          | hlavní role, 68 dílů                                  |
| 2010      | Válka blogerek           | Marion Howthorne                       | TV film                                               |
| 2010      | Moje chůva upírka        | Sarah                                  | TV film                                               |
| 2011–2012 | Moje chůva upírka        | Sarah                                  | hlavní role, 26 dílů                                  |
| 2012      | Farma R.A.K.             | Jeanne LaFontaine / Vanessa LaFontaine | 4 díly                                                |
| 2013      | Střední škola Degrassi   | Vanessa                                | díly: „Karma Police: Part 1“ a „Karma Police: Part 2“ |
| 2013      | Nemocnice Hope           | Ricki Wilkins                          | díl: „Why Waste Time“                                 |
| 2013      | The Amazing Race Canada  | Samu sebe/soutěžící                    |                                                       |
| 2014      | Guilty at 17             | Leigh                                  | TV film                                               |
| 2014–2015 | Finding Carter           | Beatrix Bird Castro                    | vedlejší role, 27 dílů                                |
| 2015      | Some Assembly Required   | Jazlyn Sims                            | díl: „Award Show in a Box“                            |
| 2017      | Letopisy rodu Shannara   | Lyria                                  | hlavní role (2. řada), 10 dílů                        |
| 2017–2023 | Riverdale                | Toni Topaz                             | vedlejší role (2. řada), hlavní role (od 3. řady)     |
| 2019      | Bitva playbacků          | Samu sebe                              | 1 díl                                                 |

### Hudební videa
| Rok  | Název         | Umělec                 | Poznámky |
| ---- | ------------- | ---------------------- | -------- |
| 2018 | „Be My Joker“ | Vanessa Morgan         |          |
| 2019 | „Higher Love“ | Kygo a Whitney Houston |          |

## Ocenění
| Rok  | Cena                 | Kategorie                                            | Dílo            | Rozhodnutí |
| ---- | -------------------- | ---------------------------------------------------- | --------------- | ---------- |
| 2009 | Young Artist Award   | nejlepší herecký výkon mladé herečky (komedie/drama) | The Latest Buzz | nominace   |
| 2014 | Planet Africa Awards | stoupající hvězda                                    |                 | vítězství  |
| 2018 | Teen Choice Awards   | televizní objev roku                                 | Riverdale       | vítězství  |
| 2018 | Teen Choice Awards   | zlodějka scén                                        | Riverdale       | vítězství  |
| 2019 | Filmová cena MTV     | nejlepší hudební scéna                               | Riverdale       | nominace   |
| 2019 | Teen Choice Awards   | nejlepší pár (sdíleno s Madelaine Petsch)            | Riverdale       | nominace   |